# Michel Barina
Michel Barina, né le 4 janvier 1952 à Thann, est un footballeur français qui évolue au poste de gardien de but.
Il a disputé plus de 50 matchs en Division 2 avec le club de AAJ Blois.